# Dobbiaco

Municipio de Dubbiaco.

Dobbiaco (en alemán Toblach) es un municipio de la provincia de Bolzano, en la región de Trentino-Alto Adigio (Italia). Se encuentra en la zona de Val Pusteria, aproximadamente a 110 km (kilómetros) al nordeste de la ciudad de Trento y a 70 km de Bolzano, que ya es ciudad fronteriza con Austria. Dobbiaco se encuentra a 1256 m s. n. m. (metros sobre el nivel del mar)
Desde el 31 de diciembre de 2004, tenía una población de 3292 habitantes, y un área de 126,6 km² (kilómetros cuadrados). Según el censo de 2001, el 86,28 % de la población habla alemán; el 13,65 %, habla italiano, y el 0,07 % tiene el ladino como lengua materna.
La localidad de Dobbiaco se divide por frazioni (‘fracciones’), que separan las aldeas, pueblos y otras zonas de la región.
Colinda con los municipios de Auronzo di Cadore, Braies, Cortina d'Ampezzo, Innervillgraten (en Austria), San Candido, Sesto, Valle di Casies, Villabassa.
Los montes Tres Cimas de Lavaredo (en italiano, Tre Cime di Lavaredo, y, en alemán, Drei Zinnen) se encuentran muy cerca de allí, y el río Drava fluye en sus alrededores, y desemboca en los ríos Rienza e Isarco.

## Evolución demográfica
| Gráfica de evolución demográfica de Dobbiaco entre 1844 y 2001              |
|                                                                             |
| fuente: ISTAT (y Staffler 1844 p. 330) - procesamiento gráfico de Wikipedia |

- Wikimedia Commons alberga una categoría multimedia sobre Toblach (Dobbiaco).